# Splinter (album des Sneaker Pimps)
Albums de Sneaker Pimps
Becoming Remixed
(1998) The Complete Sneaker Pimps CD Singles Box Set
(2000)
Splinter est le deuxième album studio des Sneaker Pimps, sorti le 25 octobre 1999.

## Liste des titres
| No  | Titre                | Contient un (des) sample(s) de | Durée |
| --- | -------------------- | ------------------------------ | ----- |
| 1.  | Half Life            | Melody de Serge Gainsbourg     | 4:53  |
| 2.  | Low Five             |                                | 4:35  |
| 3.  | Lightning Field      |                                | 4:11  |
| 4.  | Curl                 |                                | 4:55  |
| 5.  | Destroying Angel     |                                | 4:26  |
| 6.  | Empathy              |                                | 3:42  |
| 7.  | Superbug             |                                | 4:27  |
| 8.  | Flowers and Silence  |                                | 5:47  |
| 9.  | Cute Sushi Lunches   |                                | 3:15  |
| 10. | Ten to Twenty        |                                | 4:30  |
| 11. | Splinter             |                                | 4:46  |
| 12. | Wife by Two Thousand |                                | 6:17  |

| 13. | Diving   | 4:19 |
| 14. | Unattach | 4:04 |